# Cyrtocris fulvicornis
Cyrtocris fulvicornis är en skalbaggsart som beskrevs av Aurivillius 1903. Cyrtocris fulvicornis ingår i släktet Cyrtocris och familjen långhorningar.
Artens utbredningsområde är Ghana. Inga underarter finns listade i Catalogue of Life.